# Pachuquilla, Hidalgo
Pachuquilla är en ort i Mexiko.   Den ligger i kommunen Mineral de la Reforma och delstaten Hidalgo, i den sydöstra delen av landet, 80 km nordost om huvudstaden Mexico City. Pachuquilla ligger 2 425 meter över havet och antalet invånare är 3 338.
Terrängen runt Pachuquilla är kuperad åt nordost, men åt sydväst är den platt. Runt Pachuquilla är det mycket tätbefolkat, med 1 135 invånare per kvadratkilometer. Närmaste större samhälle är Pachuca de Soto, 6,4 km nordväst om Pachuquilla. Omgivningarna runt Pachuquilla är i huvudsak ett öppet busklandskap.